# Windows Phone
Windows Phone (кодова назва «Photon») — велике оновлення Windows Mobile, що вийшло 11 жовтня 2010 року.
Дана система є повністю новою, з повністю новим інтерфейсом і — вперше — з інтеграцією сервісів Microsoft Xbox Live і Zune. Презентація системи відбулася в рамках заходу Mobile World Congress, що проходить у Барселоні.
"Сьогодні ми з гордістю представляємо світу мобільну платформу нового покоління, — заявив головний виконавчий директор Microsoft Стів Балмер. — Серед безлічі одноманітних телефонів і мобільних пристроїв, представлених на глобальному ринку, наша розробка дійсно буде виділятися. Windows Phone Series стане тим поворотним моментом, який змінить уявлення про мобільний телефон ".
Windows Phone має новий домашній екран: тут більше немає статичних іконок — усі вони замінені на так звані «живі елементи» (Live Tiles), які зображають інформацію в режимі реального часу автономно від користувача. Наприклад, можна створити елемент для свого друга. Просто дивлячись на цей елемент, користувач завжди буде знати про всі нові записи в соціальних мережах та опублікованих фотографіях свого знайомого.

## Особливості
Серед іншого, у найближчому майбутньому підтверджена поява функції копіювання, вирізання та вставки, повноцінної багатозадачності для сторонніх програм та Adobe Flash. Microsoft планує додати функції копіювання, вирізання та вставки оновленням, яке планується випустити «на початку 2011». Наразі обмежена багатозадачність для сторонніх програм реалізована у вигляді технології Tombstoning, аналогічної до Push Notifications в iOS. При цьому система дозволяє одночасний запуск не більше 15 сторонніх програм з підтримкою push-повідомлень.
Windows Phone підтримує розширення пам'яті за допомогою флешкарт SD, але при цьому не підтримується «гаряча» зміна карт пам'яті. Заміна карти пам'яті вимагає процедури скидання налаштувань пристрою до заводських. У Windows Phone відсутня можливість під'єднання до прихованих безпровідних точок доступу (Wi-Fi), точок доступу зі статичною IP-адресою, використання пристрою як модема комп'ютера, відеозв'язок, VoIP-телефонія, доступ до пристрою в режимі USB-диску. Відсутні також такі функції як спільна скринька електронної пошти, пошук по пристрою, покрокова навігація, системний менеджер файлів, передача файлів за допомогою Bluetooth, USSD-запити та можливість встановлення визначених користувачем рингтонів.
Пристрої з Windows Phone можуть синхронізуватися в мережі лише за допомогою Exchange ActiveSync. При цьому відсутня синхронізація Exchange ActiveSync за допомогою кабелю або кредлу.
Серед корпоративних функцій, Windows Phone не містить підтримки захищених документів Microsoft Office, безпечних протоколів IPsec, шифрування пристрою, надійних паролів та сокетів. В той час, як старші пристрої під управлінням Windows Mobile мали підтримку повного обсягу політик Microsoft Exchange Server, у Windows Phone можливості Exchange обмежені. У програмі The Calendar відсутній тижневий вигляд. Список останніх телефонних викликів тепер єдиний, без можливості відфільтрувати вхідні, вихідні та пропущені виклики.

## Інтерфейс
Інтерфейс «Metro» повністю переглянутий і візуально схожий на інтерфейс Zune HD. Microsoft переробила початковий екран, використовуються «плитки», які прокручуються по вертикалі й можуть бути налаштовані для швидкого запуску, посилання на контакти або управління, містяться віджети. Windows Phone Series буде мати більш дружній користувацький інтерфейс з технологією multi-touch.
Інтерфейс операційної системи включає 6 витягнутих по горизонталі панелей (Hubs), які на екрані мобільного пристрою можна прокручувати ліворуч і праворуч. Панель «Люди» (People) об'єднує всю інформацію, що стосується будь-якого певного людини, в тому числі його записи та коментарі у соціальних мережах, а також фотографії, надаючи централізований доступ до таких мереж як Facebook і Windows Live. Панель «Картинки» (Pictures) об'єднує фотографії та відеозаписи користувача, що зберігаються в пам'яті пристрою, на комп'ютері та в інтернеті, також відкриваючи доступ до фотографій і відеозаписів друзів. Панель «Ігри» (Games) відкриває доступ до аватарів, використовуваним в Xbox Live, досягнень, профілів інших гравців і мобільних ігор. «Музика + Відео» (Music + Video): об'єднує мультимедійний контент, що зберігається на комп'ютері користувача, музичні онлайн-сервіси та вбудоване FM-радіо і відкриває доступ до сервісу Zune Social для обміну музикою. Панель Marketplace дозволяє завантажувати застосунки та ігри, а Office забезпечує доступ до Office Mobile, SharePoint і OneNote. Користувачеві надається можливість відкриття, створення і редагування документів.

## Вимоги до обладнання
Всі пристрої, що базуються на Windows Phone Series, повинні будуть мати 3 фізичні кнопки: головне меню, пошук і повернення. Кнопка пошуку буде служити для запуску Bing і працювати в будь-якій програмі. Визначаючи поточне місце розташування користувача, дана функція, в тому числі дозволить виконувати локальний пошук. Всі пристрої повинні будуть підтримувати мультисенсорні технології (розпізнавання максимум 4 дотиків одночасно), володіти GPS-приймачем, FM-радіо, екраном високої роздільної здатності, акселерометром і камерою з роздільною здатністю не менше 5 МП. Крім того, випускаючи пристрої на базі Windows Phone Series, виробники більше не зможуть накладати власні графічні оболонки — інтерфейс системи повинен бути один і легко дізнаватися незалежно від марки. Проте, за виробниками зберігається можливість кастомізації інтерфейсу, відключення деяких функцій і широкий вибір на апаратних характеристиках, включаючи додавання графічних прискорювачів.

## Програми

### Розробка
Основною при розробці мобільних застосунків для Windows Phone стане платформа Silverlight та XNA.
Для розробки застосувань для мобільної платформи ви можете використовувати Visual Studio і завантажувати ваше застосування на пристрій Windows Phone або використовувати Windows Phone Emulator. Якщо ви встановлюєте оновлену Windows Phone SDK 7.1.1, ви можете використовувати 256-MB пам'яті в емуляторі або 512-MB.

## Розробка пристроїв
До розробки мобільних рішень під нову платформу вже приступили Dell, Garmin-Asustek, HTC, Hewlett-Packard, LG, Samsung, Sony Ericsson, Toshiba і Qualcomm. Крім того, про підтримку платформи оголосили оператори зв'язку AT & T, Orange, Sprint, Telecom Italia, T-Mobile, Verizon Wireless, Vodafone та інші. Перші мобільні пристрої на базі нової операційної системи планується випустити на ринок до кінця 2010 р.

## Windows Phone в Україні
19 січня 2011 р. в Україні надійшов у продаж перший офіційний смартфон на базі Windows Phone — HTC Mozart. На момент появи завершені роботи по адаптації платформи Windows Phone для України: немає можливості використовувати сервіс Xbox Live, а магазин застосунків Windows Phone Marketplace працює в обмеженому режимі (для завантаження доступні лише безплатні застосунки, включаючи ігри). Доступна українська локалізація платформи.